# Simone Kues

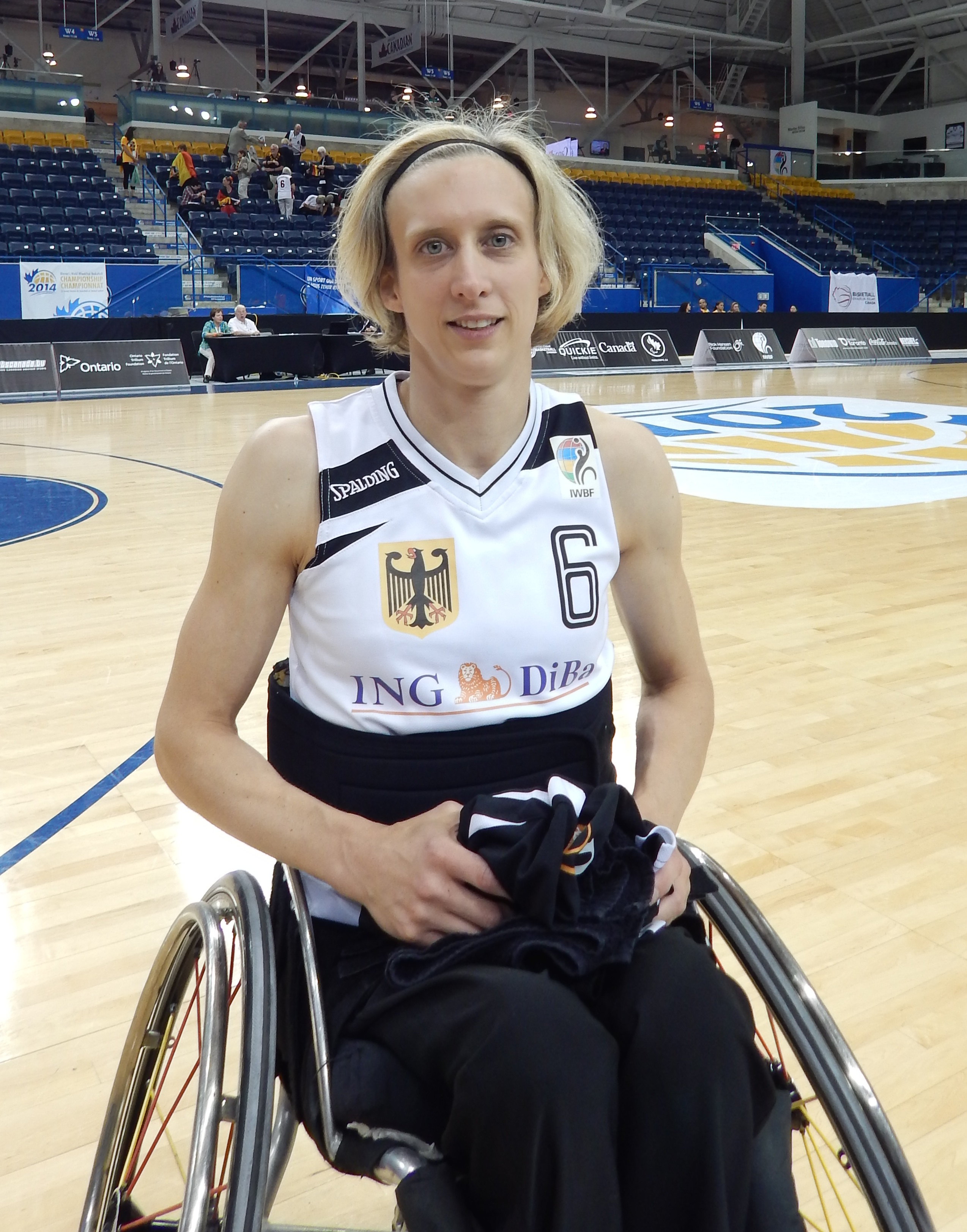
No 6 – Simone Kues

Simone Kues (* 8. November 1976) ist eine deutsche Nationalspielerin im Rollstuhlbasketball. Sie spielt in der 1. Rollstuhlbasketball-Bundesliga für den Hamburger SV. Mit der Nationalmannschaft gewann sie 2006 Bronze bei der Weltmeisterschaft in Amsterdam, ist zweifache Europameisterin (2007, 2009), und holte bei den Paralympics 2008 in Peking und 2016 in Rio de Janeiro die Silbermedaille. Mit der Damen-Nationalmannschaft wurde sie außerdem 2008 zur Mannschaft des Jahres im Behindertensport gewählt und erhielt von Horst Köhler die höchste deutsche Sportauszeichnung, das Silberne Lorbeerblatt.

## Leben
Auf der Paul-Gerhardt-Schule in Dassel machte sie ihr Abitur im Jahr 1996. Im gleichen Jahr hatte sie in Irland einen Reitunfall, der eine Querschnittlähmung zur Folge hatte. Nach der Reha begann sie ein Psychologiestudium und widmete sich dann der Sportkarriere.

## Karriere
Rollstuhlbasketball spielte sie zuerst im ASC Göttingen, dann im RBV Lüneburg. Mit dem Nationalteam wurde sie bei den Paralympics 2004 Vierte.

## Erfolge
- 2002: Deutsche Meisterin mit dem RSC Hamburg
- 2003: Deutsche Meisterin mit dem RSC Hamburg
- 2003: Gold – Europameisterschaft
- 2005: Gold – Europameisterschaft
- 2006: Bronze – Weltmeisterschaft (Amsterdam, NED)
- 2006: Deutsche Meisterin mit der SG-Niedersachsen
- 2006: Gold – National Championship (Warm Springs, USA)
- 2007: Gold – Europameisterschaft (Wetzlar, GER)
- 2008: Gold – National Championship (Champaign, USA)
- 2008: Silber – Paralympics (Peking, CHINA)
- 2009: Gold – Europameisterschaft (Stoke Mandeville, GBR)
- 2010: Silber bei der Weltmeisterschaft in Birmingham, GBR
- 2010: Deutsche Meisterin mit dem HSV
- 2014: Silber bei der Weltmeisterschaft in Toronto, CAN
- 2014: Deutsche Meisterin mit dem HSV
- 2016: Silber – Paralympics (Rio de Janeiro, BRA)

## Auszeichnung
Kues wurde am 20. November 2008 von Bundespräsident Horst Köhler das Silberne Lorbeerblatt überreicht.